# Международный аэропорт Приштины
Международный аэропорт Приштины имени Адема Яшари (алб. Aeroporti Ndërkombëtar i Prishtinës Adem Jashari; серб. Међународни аеродром Приштина, (ИАТА: PRN, ИКАО: BKPR)) — международный аэропорт на удалении 15 км на юго-запад от Приштины — столицы частично признанной Республики Косово или, согласно позиции Сербии и государств, не признающих независимость Косово — столица автономного края Косово и Метохия.

## История
Аэропорт построен в 1965 году и до 1990 года имел статус аэропорта для местных авиалиний из которого выполнялись авиарейсы на Белград. С 1990 года аэропорту был присвоен международный статус и аэропорт «Слатина» стал принимать и отправлять регулярные рейсы в Швейцарию и Германию.
В период с марта 1999 года до 15 октября 1999 года аэропорт использовался как военный аэродром. С 15 октября 1999 года пассажирские авиарейсы были возобновлены.

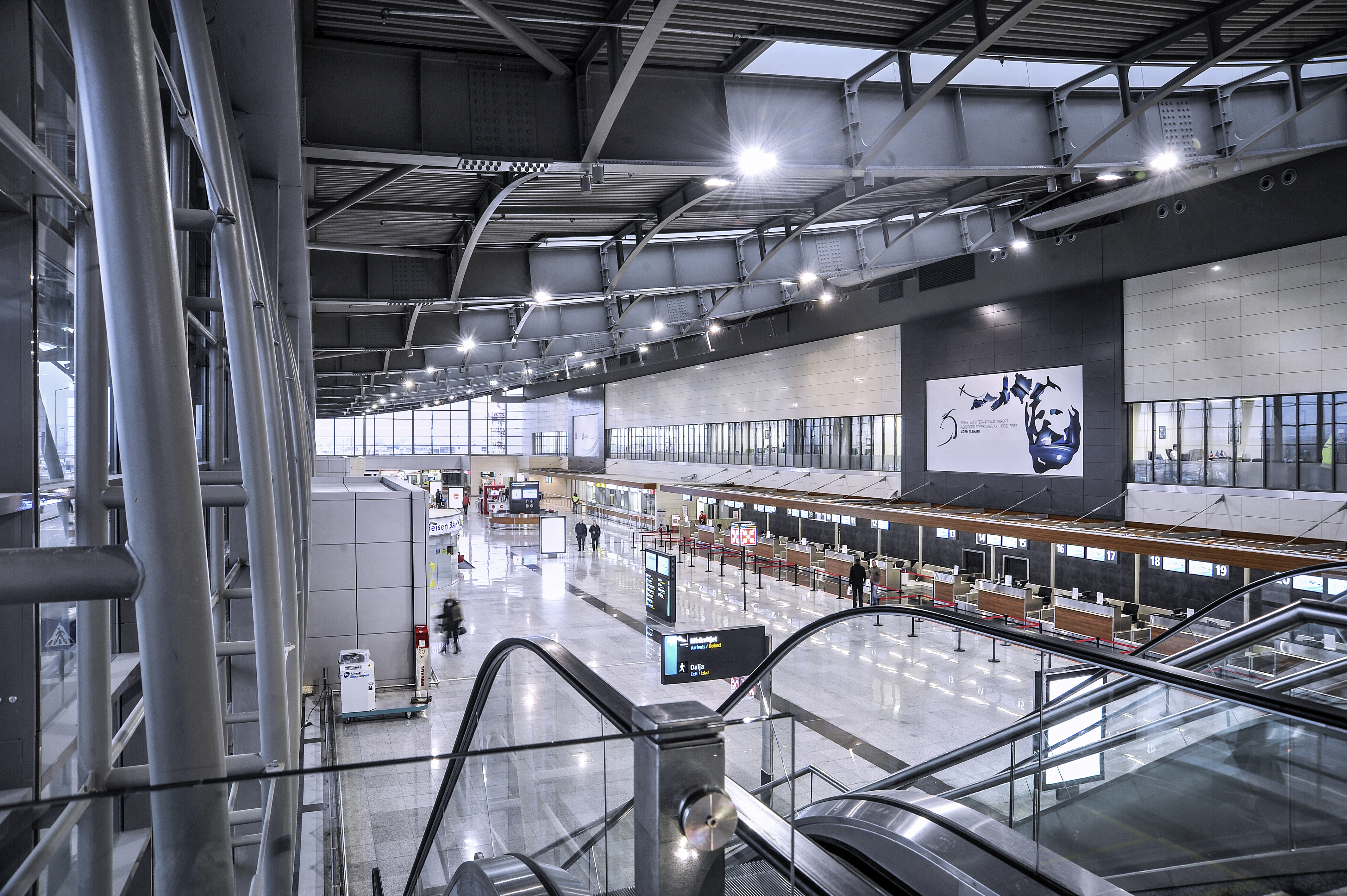
Интерьер нового терминала аэропорта «Слатина»

Из-за продолжающегося спора между Сербией и Косово на полеты в международный аэропорт Приштины и из него влияет отказ УВД в Сербии, а именно SMATSA , разрешить пролет через воздушное пространство Сербии. Это в конечном итоге приводит к тому, что траектории полета проходят в обход территории Сербии, а рейсам в Приштину приходится пролетать через воздушное пространство Албании или Македонии.

## Аэропорт во время войны НАТО против Югославии

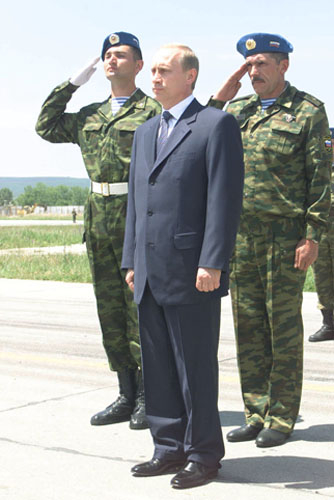
В. В. Путин в сопровождении российских десантников на площадке аэропорта «Слатина», июнь 2001 года

Во время Войны НАТО против Югославии в аэропорту базировался 83-й истребительный авиаполк ВВС СРЮ. Он не выполнил ни одного боевого вылета, но понёс тяжёлые потери от ударов авиации НАТО (из 37 самолётов МиГ-21, находившихся на вооружении полка, к концу войны уцелели всего 12) и из-за этого был расформирован.
Аэропорт Слатина являлся стратегически важным объектом, через который войска НАТО планировали перебросить значительное количество войск в Косово для выполнения Резолюции СБ ООН 1244. Установление контроля над аэропортом планировалось завершить в течение 12 июня 1999 года. Однако в ночь с 11 на 12 июня 1999 года аэропорт Слатина занял батальон российских десантников, совершив марш-бросок из базы МС России в Боснии до Косово, преодолев за 7,5 часа свыше 600 км.
Из интервью с майором Юнус-беком Евкуровым (ныне — заместителем министра обороны Российской Федерации) стало известно, что, начиная с конца мая 1999 года, его группа в составе 18 бойцов ГРУ тайно проникла на территорию аэропорта Слатина и фактически скрытно контролировала его территорию до подхода десантного батальона. Все обстоятельства данной операции до сих пор засекречены.

## Характеристики

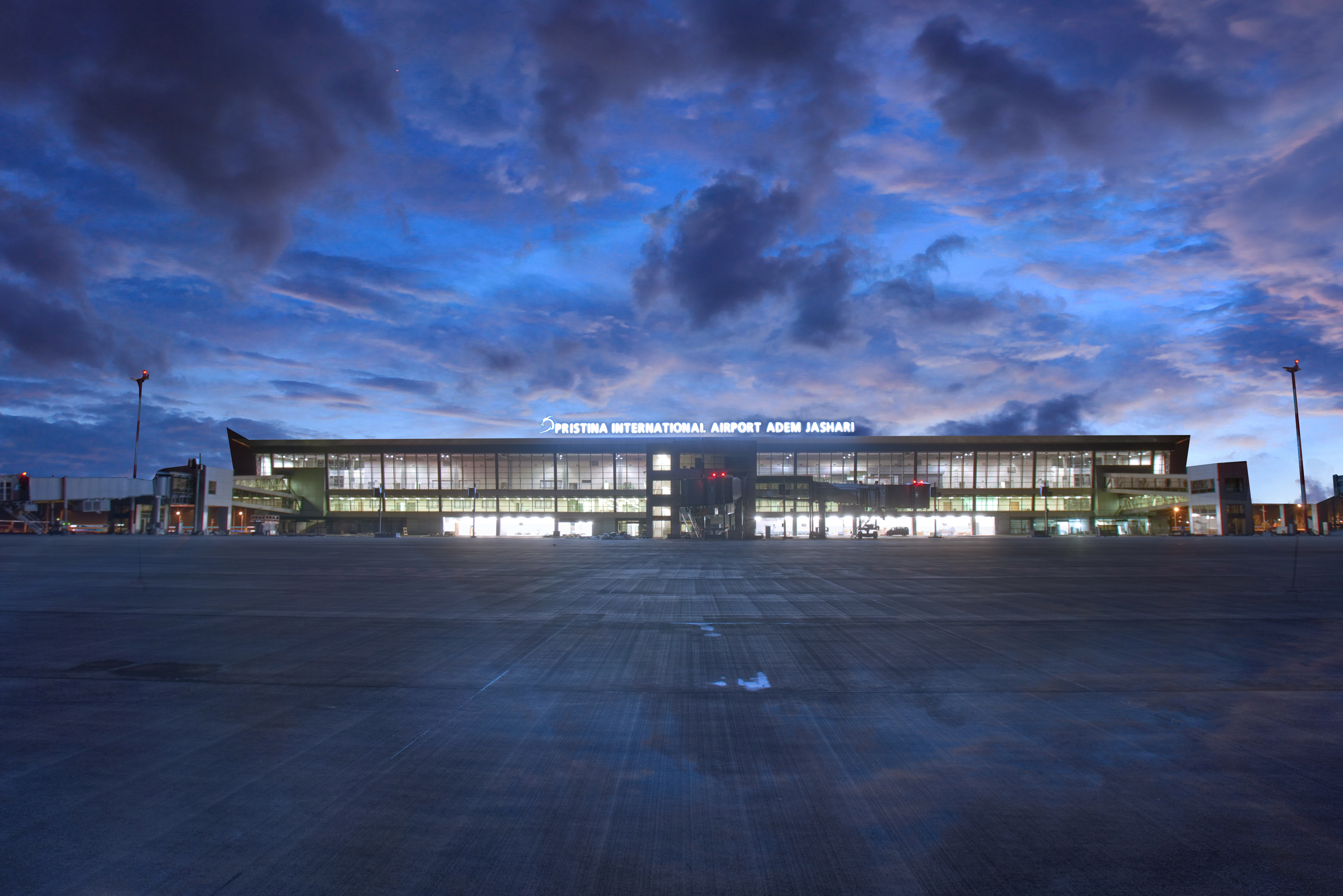
Вид на терминал со стороны перрона

Длина взлетно-посадочной полосы 2500 метров. Имеется множество рулежных дорожек, технических, ремонтных, жилых строений и ангаров.
Аэропорт способен принимать любые типы современных самолётов.
Международный аэропорт Приштины — один из самых загруженных в регионе. Ежегодно через него совершается около 17 тысяч рейсов, а аэропорт обслуживает 1,2 млн. пассажиров. В 2019 году аэропорт обслужил 2,37 млн. пассажиров. Выручка аэропорта по итогам 2008 года составила 25 млн евро.
С аэропортом сотрудничают 35 авиакомпаний, а перевозки осуществляются по тридцати различным направлениям.

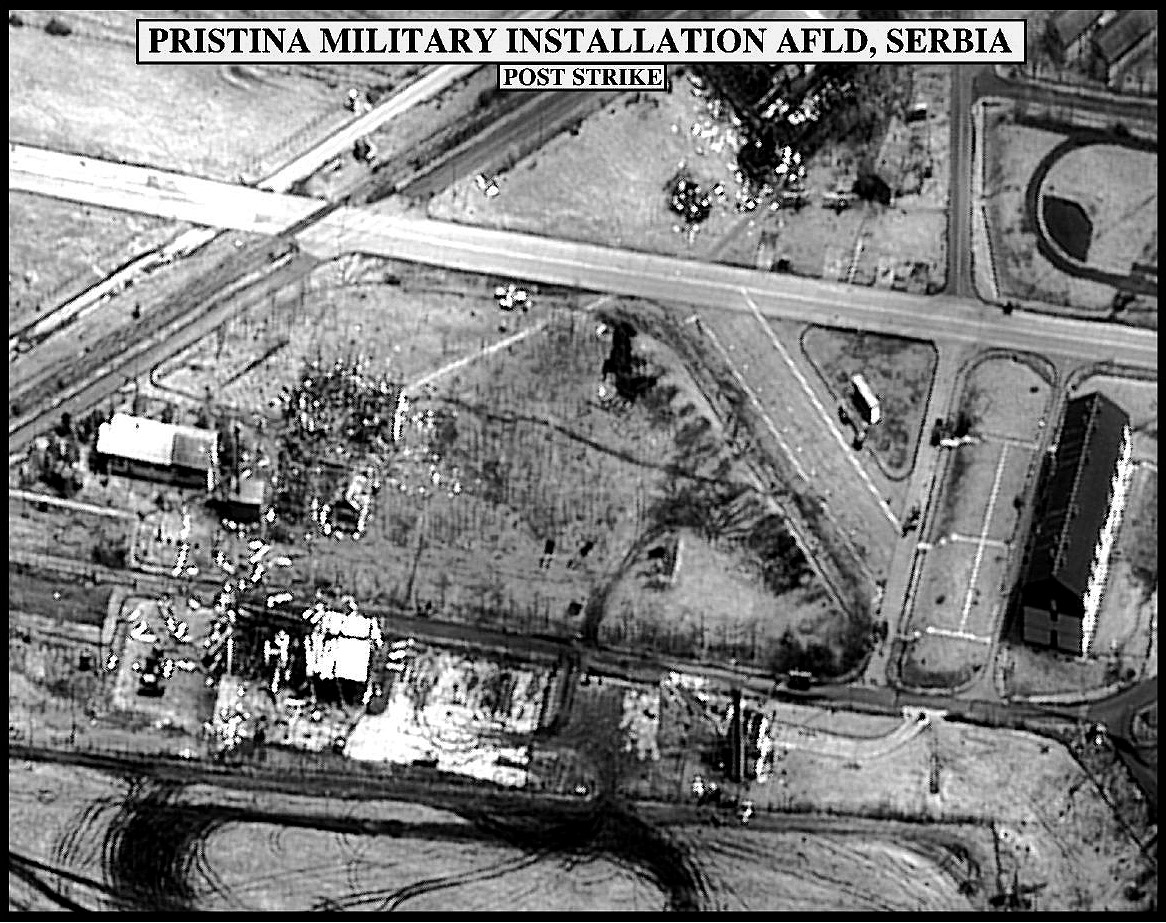
Фото военных ангаров аэродрома «Слатина» после бомбардировки в апреле 1999 года

Часть Международного аэропорта Приштины используется войсками KFOR в качестве военной авиабазы (англ. Slatina Air Base). Военный терминал располагается на удалении от гражданского сектора аэропорта и большей своей частью располагается в подземных сооружениях аэропорта в восточном секторе аэродромного комплекса.

## Направления и авиакомпании
| Авиакомпании                | Направления                                                             |
| --------------------------- | ----------------------------------------------------------------------- |
| Adria Airways               | Любляна, Мюнхен, Франкфурт-на-Майне                                     |
| Austrian Airlines           | Вена                                                                    |
| Chair Airlines              | Женева, Цюрих                                                           |
| Corendon Airlines           | Анталья                                                                 |
| easyJet                     | Базель, Берлин, Женева                                                  |
| Edelweiss Airlines          | Цюрих                                                                   |
| Eurowings                   | Базель, Гамбург, Ганновер, Дюссельдорф, Женева, Кёльн, Мюнхен, Штутгарт |
| Onur Air                    | Анталья                                                                 |
| Orange2fy                   | Базель, Верона, Дюссельдорф                                             |
| Norwegian Air International | Копенгаген, Осло, Хельсинки                                             |
| Pegasus Airlines            | Стамбул                                                                 |
| Swiss                       | Женева, Цюрих                                                           |
| TUIfly                      | Брюссель                                                                |
| Turkish Airlines            | Стамбул                                                                 |
| Wizz Air                    | Базель, Будапешт, Дортмунд, Лондон-Лутон, Мемминген                     |